# Iłowa (województwo lubelskie)
Iłowa – wieś w Polsce, położona w województwie lubelskim, w powiecie chełmskim, w gminie Ruda-Huta. 
W latach 1867–1954 miejscowość należała do gminy Bukowa. W latach 1975–1998 wieś administracyjnie należała do województwa chełmskiego.
Według Narodowego Spisu Powszechnego (III 2011 r.) liczyła 121 mieszkańców i była piętnastą co do wielkości miejscowością gminy.

## Części wsi
| SIMC    | Nazwa  | Rodzaj    |
| ------- | ------ | --------- |
| 0106218 | Rudnia | część wsi |

## Historia
Wieś obejmuje trzy jednostki osadnicze: Iłowę oraz Rudnię, wydzielone w 2 poł. XVIII w. z dóbr Łukówek, oraz Iłowę Kolonię, powstałą pod kon. XIX w., położone na obszarze historycznej ziemi chełmskiej po obu stronach bezimiennego dopływu Uherki. Według stanu z 1827 r. wieś Iłowa liczyła 3 domy i 25 mieszkańców; Rudnia liczyła 2 domy i 24 mieszkańców; obie wsie należały do parafii rzymskokatolickiej w Uhrusku i do parafii greckokatolickiej w Łukówku. 16 stycznia 1864 na terenie wsi doszło do potyczki oddziału powstańczego pod dowództwem Ludwika Lutyńskiego z przeważającym liczebnie oddziałem rosyjskim dowodzonym przez kap. Burdyana. Pogromowi zapobiegł oddział pod komendą Bronisława Gromejki, który na odgłos strzałów zaatakował tyły nieprzyjaciela. W bitwie poległo lub odniosło rany ok. 20 powstańców. Wydarzenie to upamiętniał drewniany krzyż (obecnie metalowy), ustawiony w Rudni prawdopodobnie w 1934 r. z okazji uroczystości rocznicowych z udziałem weterana Powstania Styczniowego, Seweryna Pulikowskiego. Nowy pomnik upamiętniający bitwę pod Rudnią został odsłonięty i poświęcony 17 maja 2016 r. W 1881 r. na terenie wsi osiedlili się pierwsi koloniści niemieccy. W 1929 Iłowa Kolonia liczyła 7 gospodarstw niemieckich. Według "Słownika geograficznego Królestwa Polskiego" wieś Iłowa składała się z 5 osad (gospodarstw) o łącznej powierzchni 157 mórg; Iłowa Kolonia obejmowała grunty o pow. 146 mórg; wieś Rudnia składała się z 3 osad o pow. 60 (69) mórg, a folwark Rudnia wydzielony w 1873 r. z dóbr Łukówek Piękny obejmował 227 mórg ziemi.
Według spisu powszechnego z 30. września 1921 r. miejscowości składające się na obecną Iłowę zamieszkiwały 143 osoby, z których 135 deklarowało narodowość polską, 8 niemiecką, 101 wyznanie rzymskokatolickie, 32 prawosławne, ewangelickie 10. Szczegółowy skład narodowościowy i wyznaniowy poszczególnych jednostek osadniczych przedstawiał się następująco: Iłowa Kolonia – 36 osób, w tym: Polacy – 28, Niemcy – 8, katolicy – 22, prawosławni – 4, ewangelicy – 10; Iłowa wieś – 54 osoby, w tym: Polacy – 54, katolicy – 44, prawosławni – 10; Rudnia (kolonia i wieś) – 53 osoby, w tym: Polacy – 53, katolicy – 35, prawosławni – 18. W czasie II wojny światowej na terenie wsi funkcjonował niemiecki obóz pracy przymusowej dla Żydów zatrudnionych przy regulacji Uherki.
Po drugiej wojnie światowej na terenie wsi powstała rolnicza spółdzielnia produkcyjna. W 1971 rozpoczęto budowę nowego gospodarstwa rolnego należącego do PGR w Sawinie (obecnie własność prywatna w stanie zaawansowanej ruiny). W latach sześćdziesiątych XX w. Iłowa została odłączona od parafii rzymskokatolickiej w Uhrusku i przyłączona do parafii w Rudzie Hucie. Na mocy specjalnego przywileju biskupów lubelskiego i siedleckiego mieszkańcy wsi mogli swobodnie korzystać z posługi duszpasterskiej obu parafii. W 1993 r. na terenie wsi odkryto skarb monet z końca XVI i 1. poł. XVII w. pochodzących w większości z terenów Rzeczypospolitej o wartości 1414,5 ówczesnych groszy. W 2009 r. miejscowość liczyła 131 mieszkańców.